# Siemion Pieriewiortkin
Siemion Nikiforowicz Pieriewiortkin (ros. Семён Никифорович Перевёрткин, ur. 8 lipca?/21 lipca 1905 we wsi Anna w obwodzie woroneskim, zm. 17 maja 1961) – radziecki generał pułkownik, Bohater Związku Radzieckiego (1945), zastępca ministra spraw wewnętrznych ZSRR ds. wojskowych (1953–1956), I zastępca ministra spraw wewnętrznych ZSRR (1956-1960).

## Życiorys
Po ukończeniu szkoły podstawowej pracował we wsi, od 1921 w Armii Czerwonej i RKP(b), od 1932 starszy sekretarz Michaiła Tuchaczewskiego. Ukończył szkołę piechoty i 1937 Wojskową Akademię im. Frunzego. Uczestnik wojny z Finlandią 1939-1940, od czerwca 1941 na froncie wschodnim II wojny światowej. Szef sztabu 220 Dywizji Strzeleckiej, 1941-1943 zastępca szefa wydziału operacyjnego sztabu 6 Armii, potem 5 Armii. W latach 1943–1944 dowódca 207 Dywizji Strzeleckiej, w latach 1944–1945 dowódca 79 Korpusu Strzeleckiego 3 Armii Uderzeniowej Brał udział m.in. w operacji białoruskiej, nadbałtyckiej, wiślańsko-odrzańskiej i pomorskiej. 29 lipca 1944 otrzymał stopień generała majora. Był jednym z dowódców operacji berlińskiej 1945. Uchwałą Prezydium Rady Najwyższej ZSRR z 29 maja 1945 „za umiejętne dowodzenie wojskami korpusu i wzorowe wypełnianie zadań bojowych oraz przejawiane męstwo i odwagę w walce z niemiecko-faszystowskimi najeźdźcami”, otrzymał tytuł Bohatera Związku Radzieckiego. 1946-1953 zastępca szefa Głównego Zarządu Szkolenia Bojowego Sił Lądowych Armii Radzieckiej. Po aresztowaniu Ławrientija Berii i jego współpracowników został skierowany do pracy w Ministerstwie Spraw Wewnętrznych - od 8 lipca 1953 do 15 marca 1956 zastępca ministra spraw wewnętrznych ZSRR ds. wojska, następnie do 13 stycznia 1960 zastępca ministra spraw wewnętrznych ZSRR. 1958 dowodził grupą operacyjną MGB tłumiącą masowe zamieszki w Groznym. Od 18 lutego 1958 generał pułkownik. Od stycznia 1960 do maja 1961 szef Zarządu Szkół Wojskowych Sił Lądowych Ministerstwa Obrony ZSRR. Zginął w katastrofie lotniczej wraz z generałem armii Władimirem Kołpakczi. Pochowany na Cmentarzu Nowodziewiczym.

## Odznaczenia
- Złota Gwiazda Bohatera ZSRR (29 maja 1945)
- Order Lenina (dwukrotnie - 29 maja 1945 i 6 maja 1946)
- Order Czerwonego Sztandaru (trzykrotnie - 1941, 1944 i 1951)
- Order Suworowa II klasy (6 kwietnia 1945)
- Order Kutuzowa II klasy (28 września 1943)
- Order Bohdana Chmielnickiego II klasy (30 lipca 1944)
- Order Czerwonej Gwiazdy (4 maja 1942)
- Medal „Za obronę Moskwy”
- Medal „Za zwycięstwo nad Niemcami w Wielkiej Wojnie Ojczyźnianej 1941–1945”
- Medal „Za zdobycie Berlina”
- Medal jubileuszowy „XX lat Robotniczo-Chłopskiej Armii Czerwonej”
- Medal jubileuszowy „30 lat Armii Radzieckiej i Floty”
- Medal jubileuszowy „40 lat Sił Zbrojnych ZSRR”
- Medal 800-lecia Moskwy
- Order Krzyża Grunwaldu I klasy (Polska)
- Medal za Odrę, Nysę, Bałtyk (Polska)